# جوي كاولي
جوي كاولي (بالإنجليزية: Joy Cowley)‏ (7 أغسطس 1936 في نيوزيلندا)؛ كاتِبة مُتخصِّصة في أدب الأطفال وروائية نيوزيلندية. درست في جامعة ماسي.

## روابط خارجية
- جوي كاولي على موقع IMDb (الإنجليزية)
- جوي كاولي على موقع قاعدة بيانات الفيلم (الإنجليزية)